# Champrond-en-Perchet
Champrond-en-Perchet è un comune francese di 405 abitanti situato nel dipartimento dell'Eure-et-Loir nella regione del Centro-Valle della Loira.

## Società

### Evoluzione demografica
Abitanti censiti